# Les Frères noirs
Pour les articles homonymes, voir Frères Noirs (îles).
Les Frères noirs (Die schwarzen Brüder) est un roman écrit par Lisa Tetzner et son mari Kurt Held, publié en Suisse en deux tomes en 1940 et 1941. En France, il a paru en 1983.
L'histoire relatée dans le roman se fonde sur des faits réels : l'exploitation, au milieu du XIXe siècle, des petits ramoneurs savoyards (la Savoie faisait alors partie du Royaume de Piémont-Sardaigne) mais surtout des petits ramoneurs suisses italiens, loués ou vendus par leurs parents pauvres à des patrons sans scrupules.

## Genèse

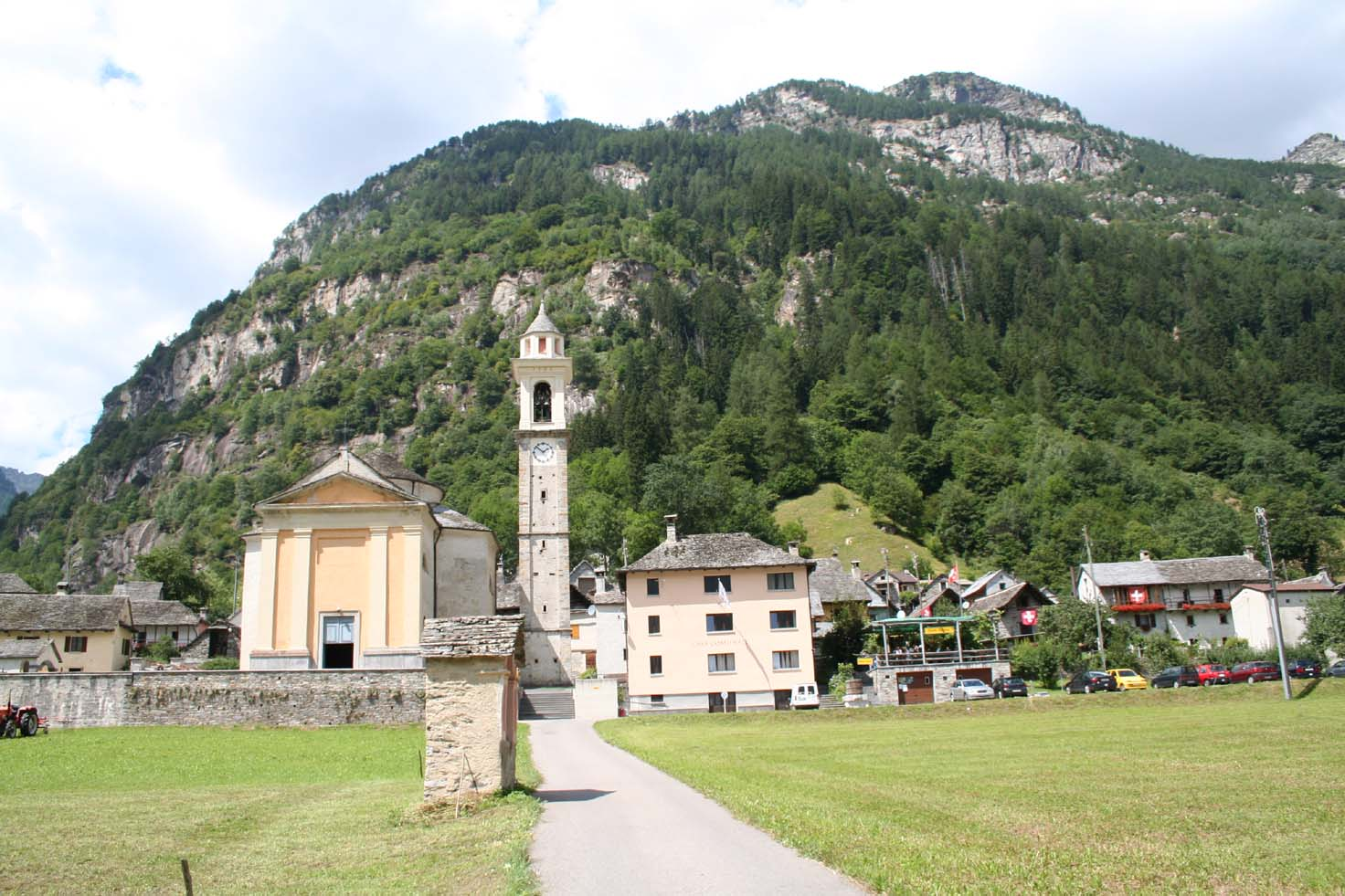
Village de Sonogno (Suisse)

Par le biais des archives historiques, l'auteur du roman avait pris connaissance du destin misérable des petits garçons de la vallée de Val Verzasca dans le Canton du Tessin, en Suisse, et d'autres vallées du Tessin, qui étaient utilisés comme ramoneurs dans le nord de l'Italie et dans d'autres villes, notamment en France. Ces garçonnets de six à douze ans étaient loués par les parents nécessiteux des contrées économiquement sinistrées. Ce travail dangereux (car il fallait, autrefois, descendre dans le conduit de la cheminée) a occasionné chez ces enfants ramoneurs nombre d’accidents, voire des décès, ainsi que de graves maladies.
L'auteur avait notamment appris par les archives l'accident d'un ferry à destination de la ville de Milan, rempli de petits ramoneurs suisses (appelés Spazzacamini). Tous avaient péri, soit trente victimes. L'auteur a rapporté cette catastrophe dans le roman. Des lois françaises relatives à l'emploi des enfants, décourageront les maîtres ramoneurs à employer ces enfants en bas âge et les obligeront à changer leurs méthodes de travail, mais pour les petits ramoneurs de Savoie, cet esclavage durera jusqu'en 1914.
Si le début du roman a été écrit par Lisa Tetzner, la suite l'a été par son mari Kurt Held. Écrivain allemand réfugié politique en Suisse, il était frappé d'une interdiction d'écrire. Le livre a donc été publié sous le nom de son épouse. Les Frères noirs est donc le premier roman pour la jeunesse de Kurt Held, lequel publiera en 1941 un succès d'édition international : Zora la rousse.

## Résumé
Le petit Giorgio grandit dans le village de Sonogno, en Suisse, dans une famille de paysans montagnards pauvres. Sa mère se casse un jour la jambe. Parce que la famille n'a pas d'argent pour payer le médecin, Giorgio est vendu comme ramoneur à "L'homme avec la cicatrice", qui l’emmène, lui et d'autres enfants, à Milan. Pendant le voyage, Giorgio se lie d'amitié avec Alfredo. Le bateau chavire : beaucoup d'enfants se noient ; seuls quelques-uns réussissent à gagner la rive du lac où ils sont récupérés par Antonio Luini qui les emmène à Milan.
À Milan, Giorgio est pris sous la coupe du maître-ramoneur Rossi. Giorgio est humilié et affamé. Nicoletta, la fille malade de Rossi, lui donne de la nourriture en cachette. Giorgio se lie d'amitié avec d'autres garçons ramoneurs, et est admis dans la communauté des Frères noirs (noirs à cause de la suie sur leur visage). Ensemble, les enfants-ramoneurs s'opposent aux attaques d'une bande de garçons de Milan appelée Les Loups.
Alfredo, l'ami de Giorgio, meurt de la tuberculose pulmonaire. Lors de l'enterrement, les deux bandes d'enfants se réconcilient. Fortement affaibli par les dures conditions de vie, Giorgio manque de mourir étouffé par la suie dans une cheminée bouchée. Le docteur Dr Casella, présent sur les lieux par hasard, l'encourage lui et ses amis à s'enfuir de Milan et à chercher refuge en Suisse, dans sa propriété de Lugano.
Injustement accusé de vol et de cambriolage, Giorgio s'enfuit avec trois amis de Milan, avec l'aide des Loups. Traqué par la police milanaise, ils réussissent à passer la frontière jusqu'à Lugano. Ils retrouvent le docteur Casella qui leur donne asile. Le médecin aidera à l'arrestation du véritable voleur, Antonio Luini. Neuf ans plus tard, devenu enseignant, Georgio revient à Sonogno avec sa femme Bianca, la sœur de son défunt ami Alfredo.

## Adaptations
Cinéma
- 2013 : Die schwarzen Brüder, film allemand de Xavier Koller

Télévision
- 1983 : Die schwarzen Brüder, mini-série helvético-allemande de Diethard Klante.

[vidéo] « Disponible en allemand' », sur YouTube
Série d’animation
- 1995 : Romeo no aoi sora (ロミオの青い空), anime japonais (33 épisodes)

## Éditions françaises
- Les Frères noirs - tome 1, Lisa Tetzner, Paris : L'École des loisirs, traduit par Arthur Schwarz et Boris Moissard, 1983  (ISBN 2-21109-075-3) (BNF 34717825)
- Les Frères noirs - Tome 2, Lisa Tetzner, Paris : L'École des loisirs, traduit par Boris Moissard, 1984 (BNF 34764577)
- Les Frères noirs, Lisa Tetzner, Paris : L'École des loisirs, mis en images par Hannes Binder ; traduit par Svea Winkler et Boris Moissard, 155 p., 2005  (ISBN 2-211-07486-3) (BNF 34764577)

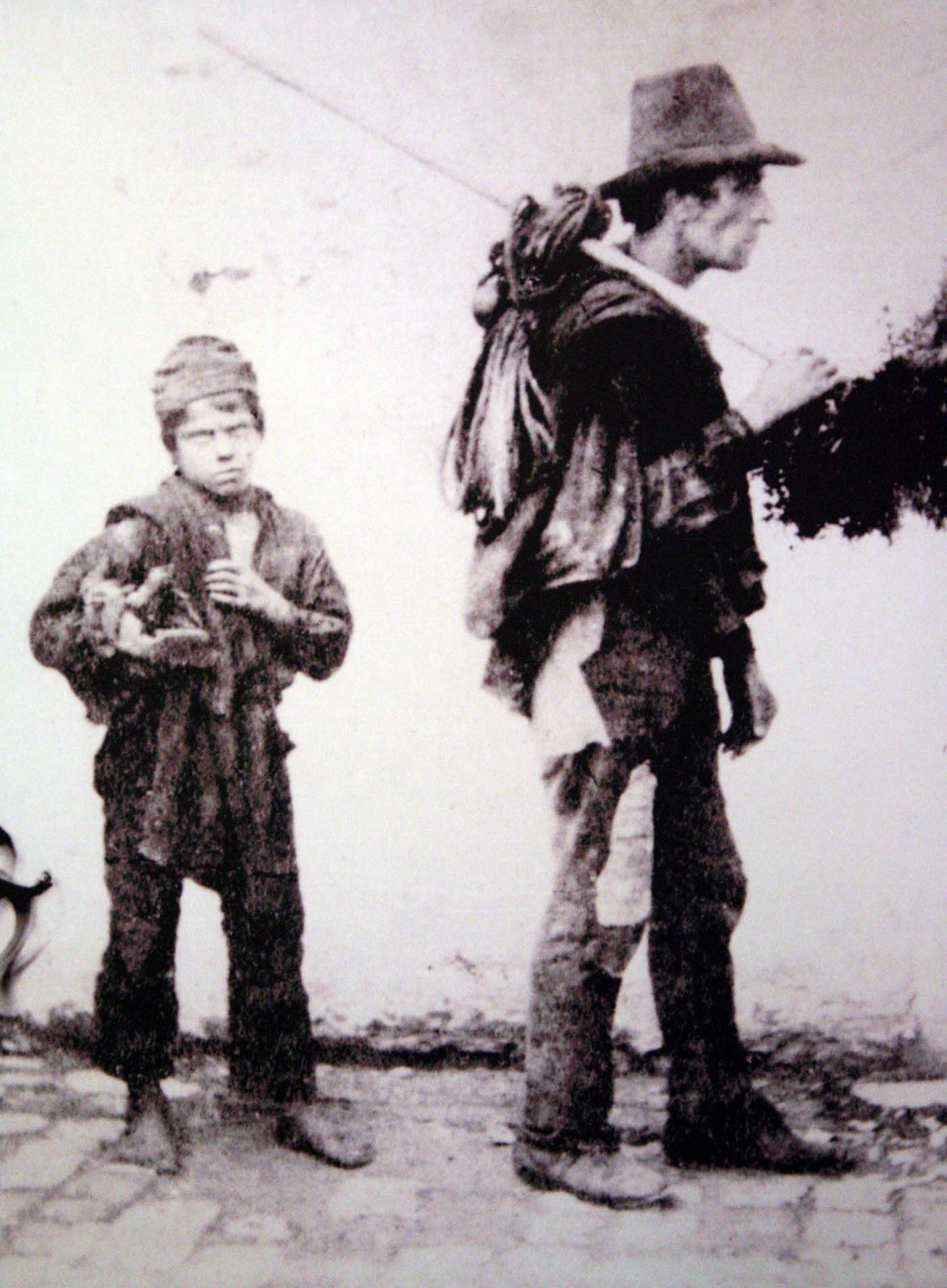
Un maître-ramoneur italien avec son jeune apprenti (fin du XIXe siècle, musée Sonogno, Suisse)
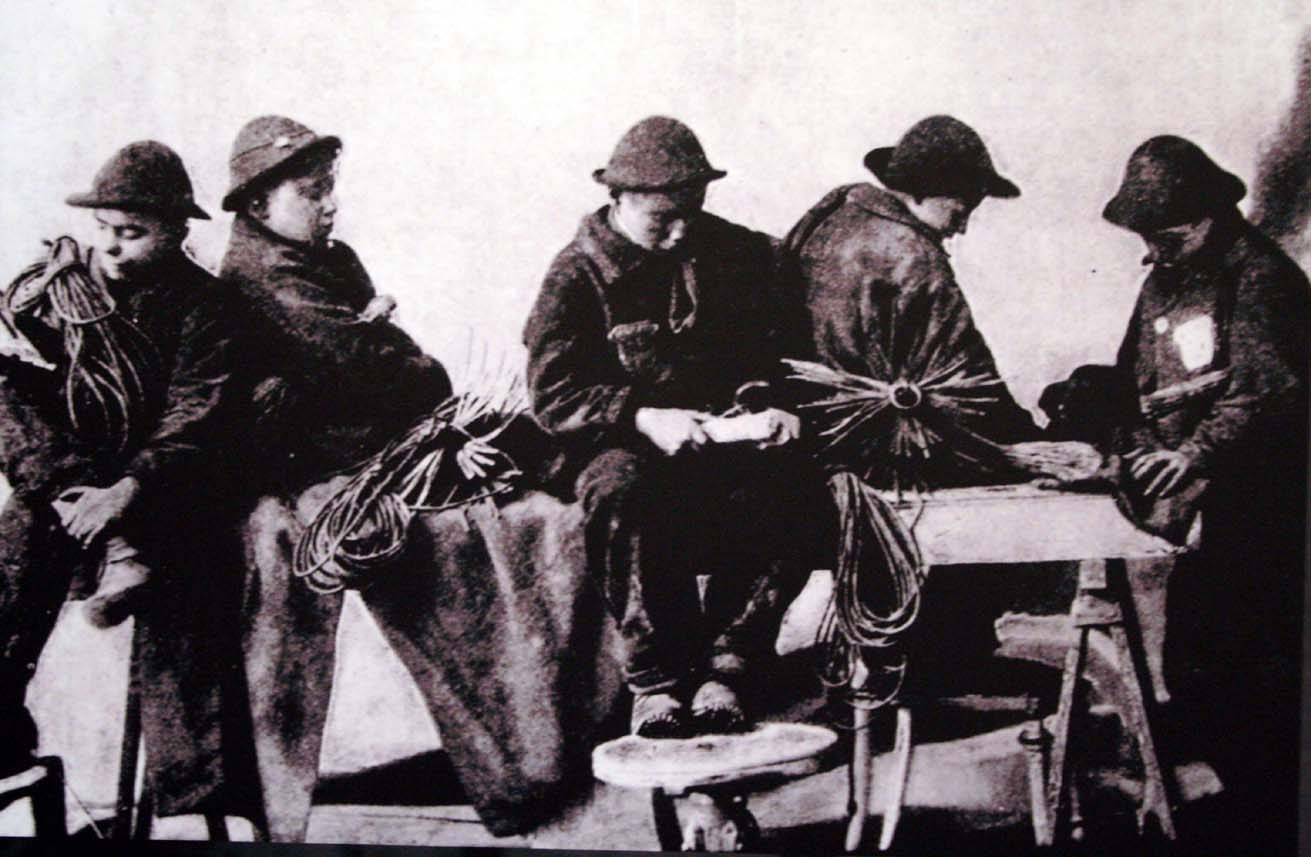
Petits ramoneurs à Milan (fin du XIXe siècle, musée Sonogno, Suisse)
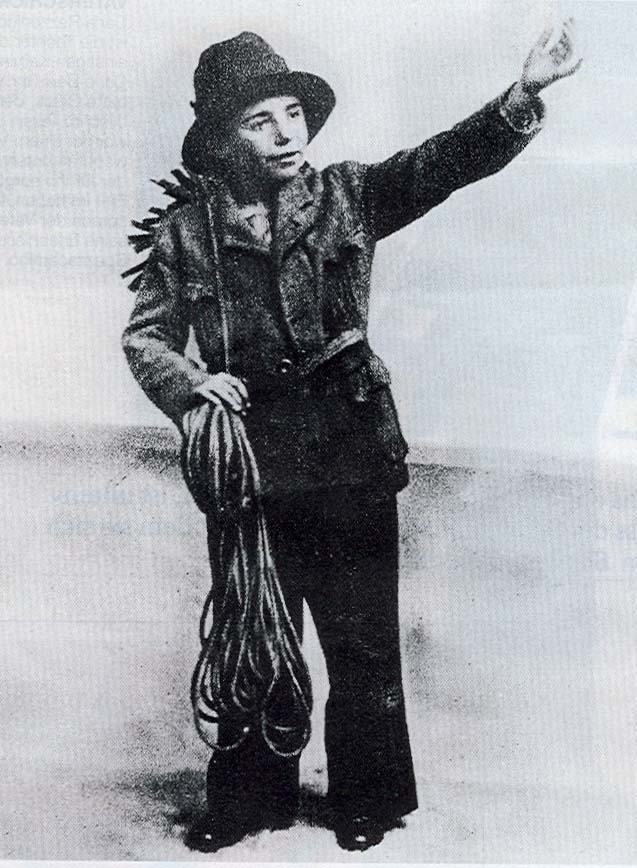
Petit ramoneur (fin du XIXe siècle, musée Sonogno, Suisse)
Petit ramoneur pleurant (Spazzacamino piangete) (c. 1865, tableau d'Antonio Rinaldi, musée Sonogno, Suisse)

## Sources
Sites Internet
- (de) Cet article est partiellement ou en totalité issu de l’article de Wikipédia en allemand intitulé « Die schwarzen Brüder » (voir la liste des auteurs).
- (it) La storia degli spazzacamini
- L'histoire des petits ramoneurs savoyards
- Les ramoneurs ou petits Savoyards
- La noirceur du petit ramoneur
- Court film français de 1896 sur Youtube : Le livreur, le coursier et le petit ramoneur, fonds Joly-Normandin :

Livres
- (it) Fam, füm, frecc: il grande romanzo degli spazzacamini Valle d'Aosta, valle Orco, val Cannobina, val Vigezzo, Canton Ticino de Mazzi Benito, Éditeur : Priuli & Verlucca, collection : Quaderni di cultura alpina, 78 p., 2012  (ISBN 9788880686033)
- Histoire passionnante de la vie d'un petit ramoneur savoyard : Écrite par lui-même de Joseph-Laurent Fénix, Éditeur : La Fontaine de Siloé, Collection : Carnets de vie, 180 p., 2008,  (ISBN 2842063996 et 978-2842063993)
- Adéodat, le flocon de suie : roman historique des petits ramoneurs savoyards de Francis Écrem, Crolles : Éditeur : Autrefois Pour Tous, 160 p., 2004  (ISBN 978-2-914108-07-2)
- Un type d’émigrant : le petit ramoneur de Henri Onde, Revue de Savoie, Musée Savoisien, Chambéry, 1942.